# Бурый перепел
Бурый перепел (лат. Synoicus ypsilophorus) — вид птиц из трибы Coturnicini семейства фазановых (Phasianidae). Выделяют 9 подвидов.

## Описание

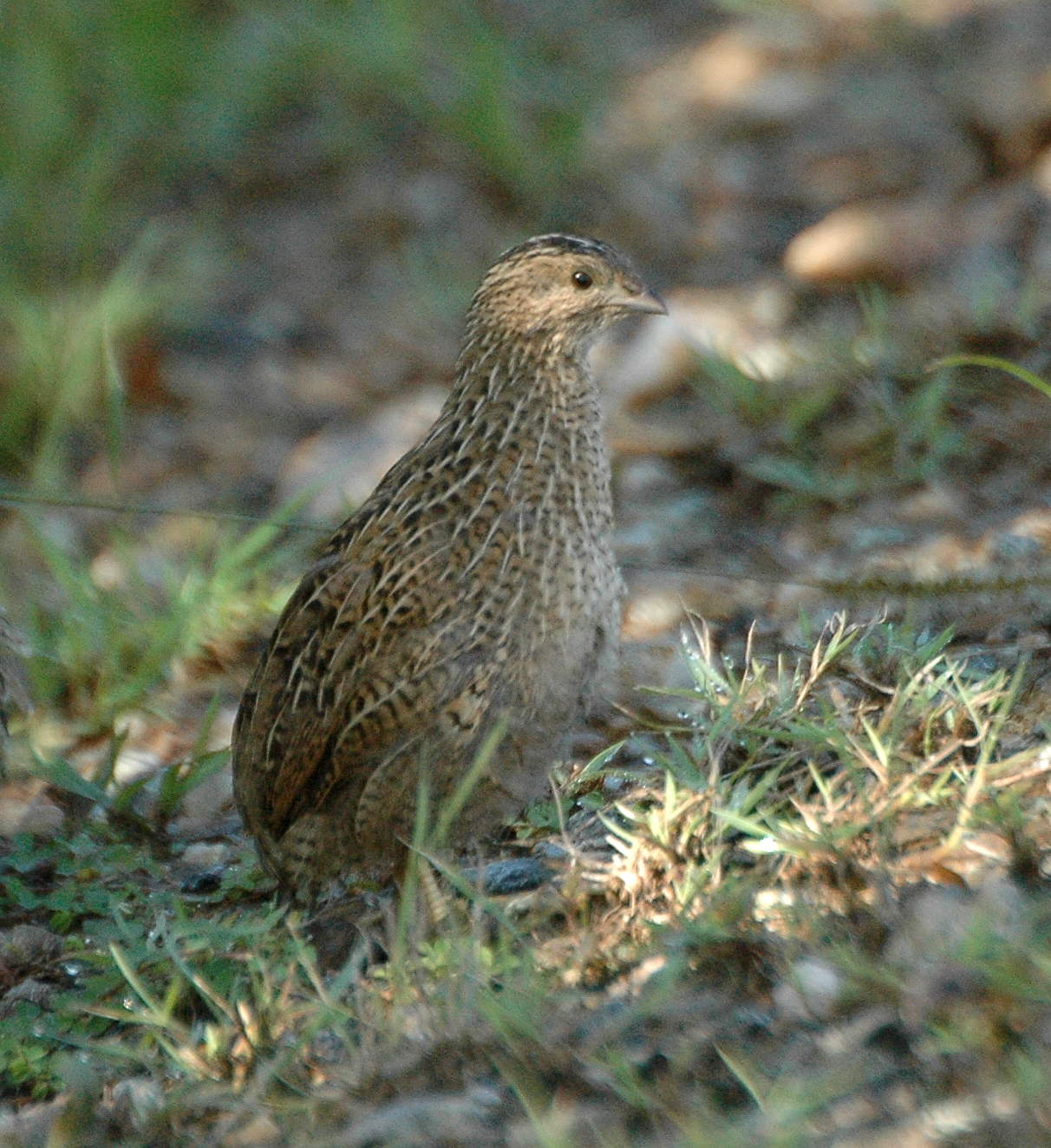
Самка

Длина 17—22 см, масса 75—140 г. Окраска варьируется в зависимости от того, в какой части ареала обитает птица. Самка похожа на самца, но окрашена бледнее.

## Распространение
Обитает в Австралии, Восточном Тиморе, Индонезии и Папуа — Новой Гвинеи. Интродуцирован в Новую Зеландию и Фиджи.
Численность вида не определена, но в целом он широко распространён, поэтому МСОП присвоил виду охранный статус «Вызывающие наименьшие опасения» (LC).